# Hôn nhân cùng giới ở Minnesota
Hôn nhân cùng giới hoàn toàn hợp pháp và được công nhận tại tiểu bang Minnesota của Hoa Kỳ. Hôn nhân cùng giới đã được công nhận nếu được thực hiện tại các khu vực tài phán khác kể từ ngày 1 tháng 7 năm 2013 và nhà nước bắt đầu cấp giấy phép kết hôn cho các cặp cùng giới vào ngày 1 tháng 8 năm 2013. Sau khi 52,6% cử tri tiểu bang từ chối sửa đổi hiến pháp để cấm hôn nhân cùng giới vào tháng 11 năm 2012, Cơ quan lập pháp bang Minnesota đã thông qua dự luật kết hôn cùng giới vào tháng 5 năm 2013, mà Thống đốc Mark Dayton đã ký vào ngày 14 tháng 5 năm 2013. Minnesota là tiểu bang thứ hai ở Trung Tây, sau Iowa, hợp pháp hóa hôn nhân giữa các cặp vợ chồng cùng giới và đầu tiên trong khu vực làm như vậy bằng cách ban hành luật thay vì theo lệnh của tòa án. Minnesota là tiểu bang đầu tiên từ chối sửa đổi hiến pháp cấm kết hôn cùng giới, mặc dù Arizona đã từ chối một trong năm 2006 cấm tất cả sự công nhận hợp pháp và sau đó chấp thuận chỉ cấm kết hôn.
Minnesota cũng là nơi diễn ra một trong những vụ kết hôn cùng giới đầu tiên trên thế giới. Trong Baker v. Nelson, Tòa án Tối cao Minnesota nhất trí tổ chức vào năm 1972 rằng nó không vi phạm Hiến pháp Hoa Kỳ để hạn chế kết hôn với các cặp vợ chồng khác giới, và Tòa án Tối cao Hoa Kỳ đã từ chối xét xử vụ kiện.